# Diecezja Oyo
Diecezja Oyo – diecezja rzymskokatolicka  w Nigerii. Powstała w 1949 jako prefektura apostolska. Diecezja od 1963.